# سیبی

سیبی شهری در شهرستان سیبی در استان باله در بورکینافاسوی جنوبی است و جمعیت آن ۳۷۲۳ نفر است.